# Gilbert Bayes

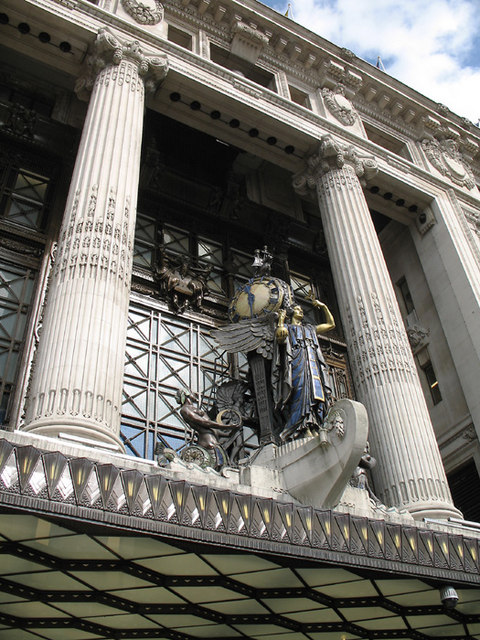
The Queen of Time, Selfridges, London

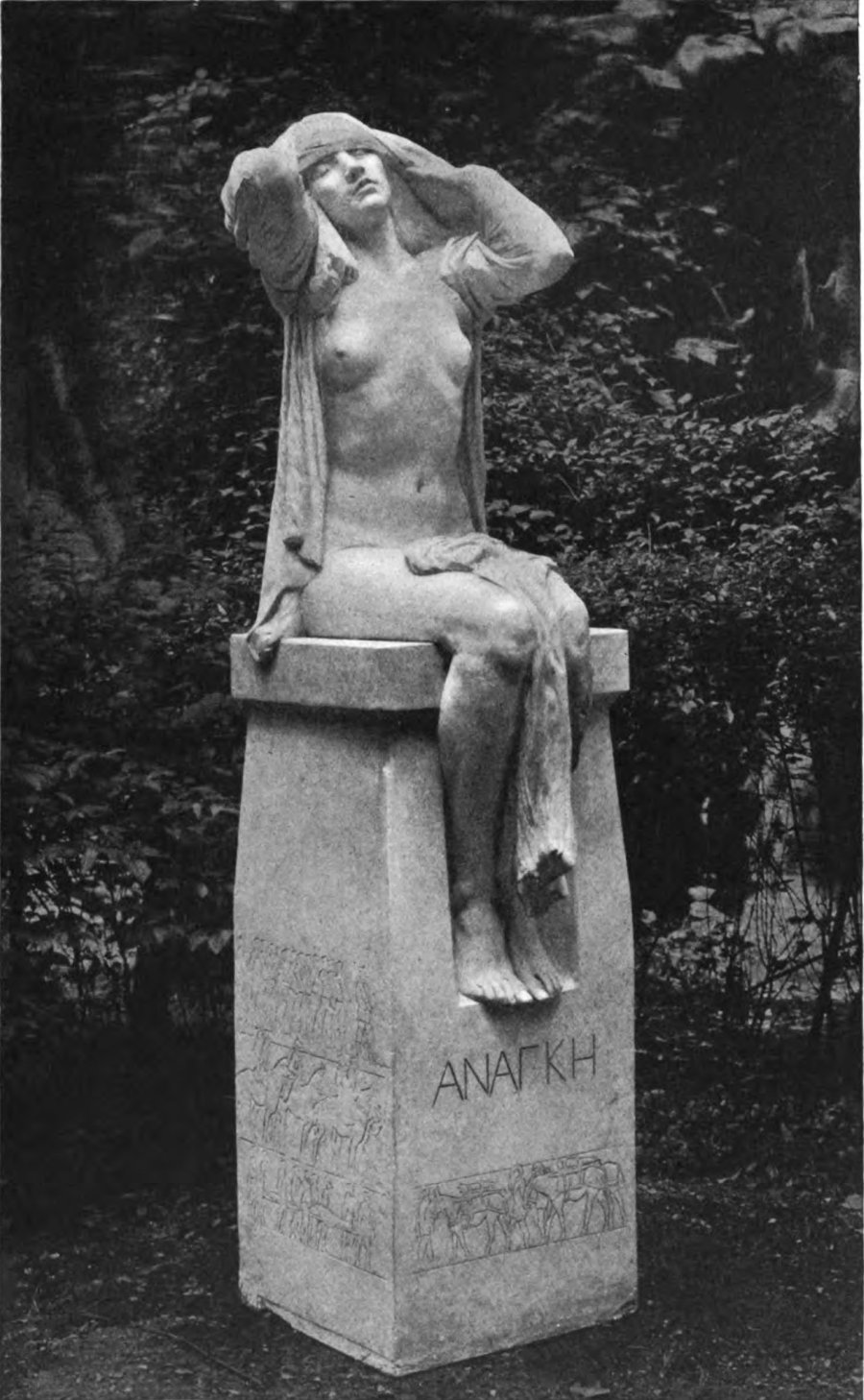
Destiny, war memorial, Albion Gardens, Ramsgate, Kent, 1920

Gilbert William Bayes RA (4 de abril de 1872 – 1953) fue un escultor británico y medallista.

## Carrera
Nacido en Londres en una familia de artistas, la larga e ilustre carrera de Bayes comenzó como un estudiante menor de Sir George Frampton y Harry Bates, y así llegó a ser asociado con el movimiento de la Nueva Escultura Británica y su enfoque en la escultura arquitectónica.
Bayes es quizás mejor recordado por su interés por el color, su asociación con la Royal Doulton Company, y su trabajo en cerámica policromada y bronce esmaltado. Su gran friso de cerámica en la sede de Doulton de 1938 fue eliminado en la década de 1960, cuando el edificio fue demolido, y reubicado a la galería en el Museo de Victoria y Alberto que lleva su nombre. También diseñó una serie de monumentos de guerra, con la obra pública a lo largo del antiguo Imperio, de Nueva Gales del Sur a Bangalore.
Con el tiempo se desempeñó como Presidente de la Real Sociedad Británica de Escultores desde 1939 a 1944. Murió en Londres en 1953. La casa de Bayes en 4 Greville Place en St. John's Wood lleva una placa azul colocada por English Heritage en 2007.